# Norma de calidad
Una norma de calidad es una norma técnica desarrollada con consenso y publicada por un organismo reconocido (nacional o internacional) de normalización, que se proporciona reglas, directrices o características para las actividades de calidad o sus resultados, con el fin de conseguir un grado óptimo de orden en el contexto de la calidad. 
La norma de calidad más conocida es la ISO 9001.
Las principales organizaciones internacionales emisoras de normas de calidad son el Organización Internacional de Normalización (ISO) y la Comisión Electrotécnica Internacional (IEC).
- Datos: Q9050652